# Železna Gora
Železna Gora – wieś w Chorwacji, w żupanii medzimurskiej, w gminie Štrigova. W 2011 roku liczyła 465 mieszkańców.